# John List
John Emil List, född 17 september 1925 i Bay City, Michigan, död 21 mars 2008 i Trenton, New Jersey, var en amerikansk mördare. 1971 mördade han sin mor, sin fru och sina tre barn och försvann. Han levde därefter under en ny identitet tills han infångades 1989.

## Personlig bakgrund
John List var enda barnet, och hade tysk-amerikanska föräldrar. Hans pappa hette John Frederick List (1859–1944) och hans mamma Alma List (1887–1971). John List var en hängiven lutheran och gick i söndagsskola. Han gick med i armén (han var underlöjtnant) under Andra världskriget.
Han studerade vid University of Michigan där han fick sin kandidatexamen i administration och master's degree i redovisning.
List träffade sin fru Helen år 1951 och de gifte sig en kort tid efter att de träffats.

## Morden
Den 9 november 1971 mördade han hela sin familj – frun Helen (45 år), dottern Patricia (16 år), sonen John Jr. (15 år) och sonen Frederick (13 år). Han dödade även sin mamma Alma (84 år). List använde sin 9mm Steyr Mannlicher-pistol och en .22 revolver som mordvapen.
Först sköt han sin fru Helen i bakhuvudet och sen sköt han sin mamma ovanför hennes vänstra öga. Detta hände då hans barn var i skolan. När Patricia och Frederick kom hem sköt List dem i bakhuvudet. Efter att ha ätit lunch åkte List till banken och avslutade sitt eget och sin mors konton och därefter för att se sin son John Jr. spela fotboll. Efter matchen åkte de hem tillsammans och sen sköt List honom i huvudet. John Jr. föll ihop och började darra och skaka som om han fått något slags anfall, så List sköt honom igen. Senare framkom det att List sköt sin äldste son minst tio gånger.
List placerade liken på sovsäckar i vardagsrummet. Han lät sin mors kropp vara kvar uppe på vinden där hon hade sitt rum. Därefter skrev han ett brev till sin präst och lämnade det på sitt skrivbord. I brevet skrev han att det var för att rädda deras själar i en ondskefull värld samt att "mor är på vinden. Hon var för tung för att flytta". Därefter skickade han brev till barnens respektive skolor och påstod att familjen skulle bo i North Carolina i flera veckor. Han sade även upp alla tidningsprenumerationer. Sen städade han upp på mordplatsen, tände alla lampor, skar omsorgsfullt bort sig själv från alla familjeporträtt, satte på radion och lämnade huset. 
Morden som John List utförde blev snabbt det näst mest ökända brottet i New Jerseys historia. (Det mest ökända brottet i New Jersey var kidnappningen och mordet på Charles Lindberghs barn.)
John List eftersöktes nationellt och hans bil hittades parkerad vid JFK-flygplatsen. Men det fanns inga uppgifter om att List skulle ha satt sig ombord på ett plan. Polisen följde upp hundratals spår och ledtrådar, men utredningen ledde ingenstans.
John List flyttade till Colorado, där han tog namnet Robert "Bob" Peter Clark. Namnet tillhörde egentligen en av Lists klasskamrater på college. Den riktiga Robert Peter Clark påstod senare att han aldrig känt List. År 1985 gifte han sig med den frånskilda Delores Miller.

## America's Most Wanted
År 1989 kontaktade New Jersey-polisen TV-programmet America's Most Wanted (en amerikansk motsvarighet till svenska Efterlyst) och bad dem ta upp fallet. Det var det äldsta olösta fallet som America's Most Wanted tagit upp. De visade en fantombild av hur de trodde att John List skulle kunna se ut. Det visade sig att bilden var väldigt lik List, trots att det gått 18 år sedan han mördat sin familj. Fantombilden finns idag på National Museum of Crime & Punishment i Washington, D.C..
Det var tack vare America's Most Wanted som John List kunde gripas för morden.

## Rättegången
John List arresterades den 1 juni 1989, nästan arton år efter morden. List hade bott i Denver, Colorado och Midlothian, Virginia innan han greps. Han hade gift om sig och arbetade som revisor. När America's Most Wanted visade reportaget om List så var det en av Lists grannar som kände igen honom och kontaktade polisen. FBI arresterade List på hans kontor efter att ha pratat med hans fru Delores.
Det fanns många bevis mot List, däribland fingeravtryck på brottsplatsen. Då han arresterades använde han sig fortfarande av sitt alias, Robert "Bob" Peter Clark. Men han visste att hans fingeravtryck skulle avslöja hans verkliga identitet eftersom de tog hans fingeravtryck då han gick med i armén. Men det dröjde till den 16 februari 1990 – åtta månader och femton dagar efter arresteringen – innan han avslöjade sin verkliga identitet.
Den 12 april 1990 fanns John List skyldig till mord, och den 1 maj dömdes han till livstids fängelse. List visade aldrig någon ånger för morden. År 2002 intervjuades han av Connie Chung och fick då frågan varför han inte tagit sitt liv. List svarade då att självmord hade lett till att han inte skulle kunna komma till himmelriket där han hoppades på att få återförenas med sin familj en dag.

## Motiv
List hade förlorat sitt arbete och led av ekonomiska problem tiden innan morden. Han ville inte att hans familj skulle få reda på att han var arbetslös, därför låtsades han gå till jobbet och satte sig vid en busshållplats varje dag. Han hade 11 000 dollar på sitt bankkonto och brukade stjäla pengar från sin mamma emellanåt. Han hade även problem med sin frus syfilis-relaterade demens.
En psykiater som intervjuat List har påstått att List lider av någon typ av antisocial personlighetsstörning, troligen schizofreni, borderline eller liknande. Psykiatern beskrev även List som paranoid och narcissistisk. Psykiatern tolkade det som att List endast såg två sätt att klara sig ur de ekonomiska problemen – antingen att leva på socialbidrag eller att döda sin familj så att deras själar kunde komma till himlen. List var särskilt bekymrad över sin dotter Patty som inte visade något intresse för kyrkan. Patty rökte cannabis och utövade häxkonster. John List trodde inte att hans familj kunde få några bidrag på grund av detta.

## Död
John List dog av lunginflammation vid 82 års ålder den 21 mars 2008. Han ligger begravd bredvid sin mor i Frankenmuth, Michigan.

## John List i populärkulturen
Det har gjorts många filmer som är mer eller mindre baserade på John Lists liv. Här är ett urval:
- Filmen The Stepfather från 1987 och dess nyinspelning från 2009 har båda John List som förebild.
- Robert Blake spelar honom i TV-filmen Judgment Day: The John List Story från år 1993.
- Avsnittet Savior ur TV-serien Law & Order (säsong 6) är baserat på morden som John List utförde.